# Planica
Koordinati:   46°28′35″N, 13°43′16″E
Planica (tudi dolina pod Poncami) je ledeniška dolina v severozahodnem delu Julijskih Alp. Razteza se od naselja Rateče pa do planinske postojanke, Doma v Tamarju, od tam naprej pa se dolina nadaljuje pod imenom Tamar. Planico na zahodni strani omejuje pogorje Ponc (najvišji vrh je Visoka Ponca s 2274 mnm), na vzhodu Ciprnik (1745 m) in Sleme (1815 m), na južni strani (v Tamarju) pa Mojstrovka (2366 m), Travnik (2379 m) in Jalovec (2645 m). 

## Etimologija
Poimenovanje za dolino izvira iz občnega poimenovanja 'planica', ki pomeni 'svet brez grmovja, gol svet'. Izvira iz besede 'plan', 'neporasel'. Pojem je soroden besedi 'planina', ki izvira iz starocerkvenoslovanske besede *polnina̋, ki je sicer označevala uravnan z drevesi neporaščen svet in ne gorskega sveta, kot je pojem v rabi danes.

## Planiške skakalnice
Dolina je najbolj poznana po smučarskih skakalnicah. V Planici je tudi največja letalnica na svetu, ki je že tradicionalno vsako leto na vrsti kot zadnja. Prva tekmovanja v smučarskih skokih oz. poletih so tu potekala že v tridesetih letih dvajsetega stoletja. Na Rožmanovi (1934) in kasneje Bloudkovi skakalnici je bilo postavljenih veliko svetovnih rekordov v dolžini smučarskih poletov, med drugim je bila leta 1936 prvič presežena znamka 100 metrov. Leta 1969 je sledila izgradnja letalnice bratov Gorišek, na kateri je bilo s postopnimi izboljšavami mogoče dosegati nove in nove rekordne daljave. Leta 1994 je bila tako prvič presežena še druga magična meja - 200 metrov. 

### Svetovni rekordi v dolžini smučarskih poletov
Planica si je lastila svetovni rekord v smučarskih poletih v obdobjih marec 1934 - marec 1935, marec 1936 - marec 1950, marec 1969 - marec 1973, marec 1974 - marec 1976, v letu 1979 in 1980 si je delila rekord z letalnico v Oberstdorfu in Harrachovu, sledilo je zaenkrat zadnje, a najdaljše obdobje marec 1985 - februar 2011. Primat Planice zadnjih treh desetletjih (zadnji svetovni rekord, ki je bil postavljen v Planici, je znašal 239 m, kolikor je 20. marca leta 2005 poletel Norvežan Bjørn Einar Romøren) je prekinil šele norveški Vikersund 11. februarja 2011, ko je tam Norvežan Johan Remen Evensen poletel najprej 243, nato pa isti dan še 246,5 metrov. Planica naj bi se v borbo za svetovni rekord ponovno vrnila po prenovi letalnice, ki se je začela po zaključku marčevskega finala leta 2013, končana pa je bila do finala sezone 2014/2015.

### Tradicionalni planiški finale sezone svetovnega pokala
V zadnjih dveh desetletjih poteka v Planici v sredini marca že tradicionalno finale svetovnega pokala. Za Slovence sta najbolj znamenita finala sezone 1996/1997 na Letalnici bratov Gorišek in 1997/1998 na Bloudkovi velikanki, ko je po tesnem boju za zmago v skupnem seštevku z Nemcem Thomo in Japoncem Funakijem slavil Primož Peterka, na splošno pa nedvomno zaključek sezone 2004/2005, ko je v idealnih razmerah za letenje padlo veliko osebnih in državnih rekordov ter nekajkrat tudi svetovni rekord.

### Razpored skakalnic
Skakalnice so bile do začetka gradnje Nordijskega centra Planica po dolini locirane po sledečem vrstnem redu: najbolj južno je Letalnica bratov Gorišek K200, severno od nje je stala srednja skakalnica K95, severno od te pa še Bloudkova velikanka K135. Slednja se je zaradi dotrajanosti sesula vase januarja leta 2001. 
Poleti 2011 se je v okviru izgradnje Nordijskega centra Planica začela gradnja nove Bloudkove velikanke, ki se je končala z otvoritveno tekmo na plastiki 14. oktobra 2012. Bloudkova velikanka sedaj predstavlja kompleks velike (HS138) in srednje skakalnice (HS102). Sledila je gradnja mladinskih in otroških skakalnic ter z nekaj zamude še povečava letalnice.
Seznam skakalnic v Nordijskem centru Planica:
| Skakalnica               | K-točka | HS    |
| ------------------------ | ------- | ----- |
| Letalnica bratov Gorišek | K200    | HS240 |
| Bloudkova velikanka      | K125    | HS138 |
| Bloudkova velikanka      | K95     | HS102 |
| Mladinski                | K72     | HS80  |
| Mladinski                | K56     | HS61  |
| Otroške                  | K41     | HS45  |
| Otroške                  | K28     | HS30  |
| Otroške                  | K13     | HS15  |